# Dariusz Łuczak
Dariusz Łuczak (* 12. Februar 1959 in Hajnówka) ist ein polnischer Rechtsanwalt und war von 2013 bis 2015 Leiter des polnischen Geheimdienstes AWB. 

## Leben
Łuczak studierte Rechtswissenschaft an der Universität Warschau. Von 1981 bis 1990 arbeitete er als Mechanik-Ausbilder an einer Berufsschule in seiner Geburtsstadt und begann sein Engagement in der Gewerkschaft Solidarność. Von 1990 bis 1995 war er stellvertretender Leiter der regionalen Amtsbehörde in Hajnówka.
Seine beruflichen Kontakte zu polnischen Geheimdiensten begannen 1995. Im Urząd Ochrony Państwa (UOP) bekleidete er zuletzt den Rang eines Obersts. In den Jahren 1999–2001 bekleidete er das Amt des stellvertretenden Amtsleiters des UOP, um 2002, nach der Auflösung des UOP, Leiter der AWB-Dienststelle in Białystok zu werden. Diese Tätigkeit führte er bis 2008 aus. Łuczaks spätere Tätigkeit umfasste bis 2011 die Leitung der Abteilung „Schutz der ökonomischen Staatsinteressen und Bekämpfung der Organisierten Kriminalität“ beim AWB. Ein Jahr später leitete er die Dienststelle in der Hauptstadt. Im April 2012 wurde er zum stellvertretenden Leiter des AWB berufen. Im Januar 2013 übernahm er die Tätigkeiten des AWB-Leiters. Zwei Monate später wurde Łuczak zum Kandidaten für die Leitung der AWB vorgeschlagen und am 16. April 2013 offiziell ins Amt berufen. 2015 wurde er vom Staatspräsidenten von diesem Amt abberufen.

## Auszeichnungen
- 1999: Verdienstkreuz der Republik Polen in Bronze
- 2003: Verdienstkreuz der Republik Polen in Silber
- 2010: Ritter des Ordens Polonia Restituta
- 2011: Stefan-Rowecki-Ehrenabzeichen